# Ochetostoma kempi
Ochetostoma kempi är en djurart som tillhör fylumet skedmaskar, och som först beskrevs av Prashad 1919.  Ochetostoma kempi ingår i släktet Ochetostoma och familjen Echiuridae. Inga underarter finns listade i Catalogue of Life.